# Comuna Karlshamn
Karlshamn (Karlshamns kommun) este o comună din comitatul Blekinge län, Suedia, cu o populație de 31.272 locuitori (2013).

## Geografie

### Zone urbane
Lista zonelor urbane din comună (anul 2015) conform Biroului Central de Statistică al Suediei:
| Nr | Zona urbană           | Pop.   |
| -- | --------------------- | ------ |
| 1  | Karlshamn             | 20.112 |
| 2  | Mörrum                | 3.903  |
| 3  | Svängsta              | 1.904  |
| 4  | Hällaryd              | 673    |
| 5  | Horsaryd și Stilleryd | 355    |
| 6  | Åryd                  | 323    |

## Demografie
| \| Evoluția demografică în comuna Karlshamn, 1970–2015 \| Evoluția demografică în comuna Karlshamn, 1970–2015 \| Evoluția demografică în comuna Karlshamn, 1970–2015 \| Evoluția demografică în comuna Karlshamn, 1970–2015 \| Evoluția demografică în comuna Karlshamn, 1970–2015 \| \| ----------------------------------------------------------------------------------------------------- \| --------------------------------------------------- \| --------------------------------------------------- \| --------------------------------------------------- \| --------------------------------------------------- \| \| An \| \| \| Locuitori \| \| \| 1970 \| 1970 \| \| 31 887 \| 31 887 \| \| 1975 \| 1975 \| \| 32 136 \| 32 136 \| \| 1980 \| 1980 \| \| 31 879 \| 31 879 \| \| 1985 \| 1985 \| \| 31 634 \| 31 634 \| \| 1990 \| 1990 \| \| 31 543 \| 31 543 \| \| 1995 \| 1995 \| \| 31 361 \| 31 361 \| \| 2000 \| 2000 \| \| 30 741 \| 30 741 \| \| 2005 \| 2005 \| \| 31 006 \| 31 006 \| \| 2010 \| 2010 \| \| 31 143 \| 31 143 \| \| 2015 \| 2015 \| \| 31 846 \| 31 846 \| \| Sursa: SCB - Statistika Centralbyrån, Folkmängd efter region, civilstånd, ålder och kön. År 1968–2016 \| \| \| \| \| |      |  |           |        |
| Evoluția demografică în comuna Karlshamn, 1970–2015 |      |  |           |        |
| An |      |  | Locuitori |        |
| 1970 | 1970 |  | 31 887    | 31 887 |
| 1975 | 1975 |  | 32 136    | 32 136 |
| 1980 | 1980 |  | 31 879    | 31 879 |
| 1985 | 1985 |  | 31 634    | 31 634 |
| 1990 | 1990 |  | 31 543    | 31 543 |
| 1995 | 1995 |  | 31 361    | 31 361 |
| 2000 | 2000 |  | 30 741    | 30 741 |
| 2005 | 2005 |  | 31 006    | 31 006 |
| 2010 | 2010 |  | 31 143    | 31 143 |
| 2015 | 2015 |  | 31 846    | 31 846 |
| Sursa: SCB - Statistika Centralbyrån, Folkmängd efter region, civilstånd, ålder och kön. År 1968–2016 |      |  |           |        |